# وئام مجدي
وئام مجدي محمد عبد العزيز (مواليد 25 أكتوبر 1992) هي ممثلة مصرية من مواليد القاهرة. عملت في بداية حياتها الفنية كمساعدة مخرج في مسلسلات (البلطجي، فرح ليلى، شمس) مع المخرج خالد الحجر، كما شاركت كممثلة في مسلسلي (فرح ليلى، شمس) وفي فيلم (حرام الجسد).

## وصلات خارجية
- وئام مجدي على موقع IMDb (الإنجليزية)
- وئام مجدي على موقع الدهليز
- وئام مجدي على موقع قاعدة بيانات الأفلام العربية